# Dunawci (obwód Wielkie Tyrnowo)
Dunawci (bułg. Дунавци) – wieś w Bułgarii, w obwodzie Wielkie Tyrnowo, w gminie Wielkie Tyrnowo. W 2024 roku liczyła 4 mieszkańców.